# Zamłynie (powiat wieluński)
Zamłynie – wieś w Polsce położona w województwie łódzkim, w powiecie wieluńskim, w gminie Pątnów. Położona jest pomiędzy miejscowościami Stara Wieś oraz Cisowa.
W latach 1975–1998 miejscowość administracyjnie należała do województwa sieradzkiego.